# Doggie Julian
Pour les articles homonymes, voir Julian.
Alvin F. « Doggie » Julian (né le 5 avril 1901 – 28 juillet 1967) était un ancien entraîneur de basket-ball masculin. Après avoir été diplômé de l'université Bucknell à Lewisburg, il devient l'un des plus grands entraîneurs de son époque en menant le College of the Holy Cross au titre NCAA en 1947. Son équipe, dans laquelle Bob Cousy évoluait, est également performante en 1948. Elle perd au stade des demi-finales. Julian est engagé comme entraîneur principal des Celtics de Boston après ses succès en basket-ball universitaire américain. Il réalise une performance moyenne à la tête de la franchise NBA, terminant avec 47 victoires pour 81 défaites avant d'être démis de ses fonctions en 1950. Il retourne alors en NCAA pour entraîner le Dartmouth College de 1950 à 1967.
Julian est introduit au Basketball Hall of Fame comme entraîneur en 1968.